# EuroLeague Women 2017-2018
L'Eurolega di pallacanestro femminile 2017-2018 è stata la ventisettesima edizione della massima competizione europea per club. Detentrici del trofeo sono le russe del Dinamo Kursk. Il torneo è iniziato il 26 settembre 2017 e si è concluso il 22 aprile 2018 con le Final Four. Il trofeo è stato vinto dalle russe dell'UMMC Ekaterinburg, al loro quarto titolo, che hanno sconfitto nella finale le ungheresi del Sopron Basket.

## Regolamento
Le 16 squadre partecipanti alla stagione regolare sono divise in due gironi da 8, con partite di andata e ritorno per un totale di 14 giornate.
Le prime 4 di ogni girone si qualificano ai playoff dei quarti di finale che si disputano al meglio delle 3 partite; le quinte e seste classificate si qualificano ai quarti di finale di EuroCup Women. Le vincenti dei quarti di finale si qualificano per la final four.

## Squadre partecipanti
Sono diciotto le squadre che partecipano alla competizione, di cui quattordici accedono direttamente alla regular season e quattro che passano da un turno preliminare, con partite di andata e ritorno. Le squadre perdenti il turno di qualificazione accedono all'EuroCup Women.
| Russia                  | 3 | UMMC Ekaterinburg (campione)       | Dinamo Kursk (seconda)  | Nadezhda Orenburg (terza) |
| Turchia                 | 3 | Yakın Doğu Üniversitesi (campione) | Fenerbahçe (seconda)    | Galatasaray (terza)       |
| Francia                 | 2 | Villeneuve d'Ascq (campione)       | Bourges Basket (quarta) |                           |
| Belgio                  | 1 | Castors Braine (campione)          |                         |                           |
| Italia                  | 1 | Beretta Famila Schio (seconda)     |                         |                           |
| Polonia                 | 1 | Wisła Cracovia (campione)          |                         |                           |
| Repubblica Ceca         | 1 | USK Praga (campione)               |                         |                           |
| Spagna                  | 1 | CB Avenida (campione)              |                         |                           |
| Ungheria                | 1 | Sopron Basket (campione)           |                         |                           |
| Turno di qualificazione |   |                                    |                         |                           |
| Francia                 | 1 | Lattes-Montpellier (seconda)       |                         |                           |
| Polonia                 | 1 | CCC Polkowice (terza)              |                         |                           |
| Slovacchia              | 1 | Piešťanské Čajky (seconda)         |                         |                           |
| Ungheria                | 1 | KSC Szekszárd (seconda)            |                         |                           |

Legenda:
      detentore;       finalista.

## Turno di qualificazione
Le partite di andata si sono giocate il 26 settembre, quelle di ritorno il 29 settembre (CCC Polkowice/Piešťanské Čajky) e il 3 ottobre 2017 (Lattes-Montpellier/KSC Szekszárd).
| Squadra 1        | Totale  | Squadra 2          | Andata  | Ritorno |
| ---------------- | ------- | ------------------ | ------- | ------- |
| KSC Szekszárd    | 151-165 | Lattes-Montpellier | 80 - 79 | 71 - 86 |
| Piešťanské Čajky | 106-147 | CCC Polkowice      | 46 - 71 | 60 - 76 |

## Regular season
Le partite si sono disputate tra l'11 ottobre 2017 e il 31 gennaio 2018.

### Gruppo A
Classifica
|    | Squadra        | P.ti | G  | V  | P  | PF   | PS   | DP   |
| -- | -------------- | ---- | -- | -- | -- | ---- | ---- | ---- |
| 1. | Dinamo Kursk   | 28   | 14 | 14 | 0  | 1218 | 920  | +298 |
| 2. | Sopron Basket  | 24   | 14 | 10 | 4  | 1014 | 940  | +74  |
| 3. | USK Praga      | 22   | 14 | 8  | 6  | 1015 | 1020 | -5   |
| 4. | Bourges Basket | 21   | 14 | 7  | 7  | 959  | 948  | +11  |
| 5. | Galatasaray    | 20   | 14 | 6  | 8  | 980  | 1088 | -108 |
| 6. | ESBVA-LM       | 19   | 14 | 5  | 9  | 904  | 990  | -86  |
| 7. | CCC Polkowice  | 17   | 14 | 3  | 11 | 952  | 1041 | -89  |
| 8. | Castors Braine | 17   | 14 | 3  | 11 | 949  | 1044 | -95  |

Legenda:
      qualificate ai quarti di finale;       ammesse ai quarti di EuroCup Women.

Risultati
| KUR   | USO   | PRA    | BOU   | GAL    | VIL   | CCC   | CAB   |
| ----- | ----- | ------ | ----- | ------ | ----- | ----- | ----- |
|       | 86-66 | 109-88 | 94-63 | 102-45 | 83-68 | 83-73 | 84-68 |
| 74-88 |       | 71-79  | 57-50 | 72-55  | 82-56 | 70-53 | 83-59 |
| 56-88 | 61-77 |        | 64-61 | 83-80  | 88-51 | 72-66 | 67-68 |
| 65-76 | 76-65 | 86-72  |       | 72-74  | 64-60 | 82-72 | 62-52 |
| 67-92 | 73-75 | 82-77  | 61-79 |        | 69-64 | 67-72 | 87-76 |
| 57-63 | 73-83 | 59-72  | 64-55 | 76-62  |       | 65-60 | 81-71 |
| 70-98 | 70-73 | 51-61  | 71-66 | 77-86  | 61-69 |       | 80-66 |
| 60-72 | 61-66 | 71-75  | 66-78 | 71-72  | 77-61 | 83-76 |       |

#### Calendario
| Andata (1ª) | Andata (1ª) | Prima giornata                | Ritorno (8ª) | Ritorno (8ª) |
|             |             |                               |              |              |
| 11 ott.     | 72-55       | Sopron Basket-Galatasaray     | 75-73        | 13 dic.      |
| 11 ott.     | 84-68       | Dynamo Kursk-Castors Braine   | 72-60        | 13 dic.      |
| 11 ott.     | 64-61       | ZVVZ USK Praha-Bourges Basket | 72-86        | 13 dic.      |
| 11 ott.     | 65-60       | ESBVA LM-CCC Polkowice        | 69-61        | 13 dic.      |

| Andata (2ª) | Andata (2ª) | Seconda giornata              | Ritorno (9ª) | Ritorno (9ª) |
|             |             |                               |              |              |
| 18 ott.     | 70-73       | CCC Polkowice-Sopron Basket   | 53-70        | 20 dic.      |
| 18 ott.     | 83-68       | Dynamo Kursk-ESBVA LM         | 63-57        | 20 dic.      |
| 18 ott.     | 82-77       | Galatasaray-ZVVZ USK Praha    | 80-83        | 20 dic.      |
| 18 ott.     | 66-78       | Castors Braine-Bourges Basket | 52-62        | 20 dic.      |

| Andata (3ª) | Andata (3ª) | Terza giornata               | Ritorno (10ª) | Ritorno (10ª) |
|             |             |                              |               |               |
| 25 ott.     | 74-88       | Sopron Basket-Dynamo Kursk   | 66-86         | 4 gen.        |
| 25 ott.     | 72-66       | ZVVZ USK Praha-CCC Polkowice | 61-51         | 3 gen.        |
| 25 ott.     | 72-74       | Bourges Basket-Galatasaray   | 79-61         | 3 gen.        |
| 25 ott.     | 81-71       | ESBVA LM-Castors Braine      | 61-77         | 3 gen.        |

| Andata (4ª) | Andata (4ª) | Quarta giornata              | Ritorno (11ª) | Ritorno (11ª) |
|             |             |                              |               |               |
| 1º nov.     | 71-66       | CCC Polkowice-Bourges Basket | 72-82         | 10 gen.       |
| 1º nov.     | 109-88      | Dynamo Kursk-ZVVZ USK Praha  | 88-56         | 10 gen.       |
| 1º nov.     | 73-83       | ESBVA LM-Sopron Basket       | 56-82         | 10 gen.       |
| 1º nov.     | 71-72       | Castors Braine-Galatasaray   | 76-87         | 11 gen.       |

| Andata (5ª) | Andata (5ª) | Quinta giornata              | Ritorno (12ª) | Ritorno (12ª) |
|             |             |                              |               |               |
| 22 nov.     | 83-59       | Sopron Basket-Castors Braine | 66-61         | 17 gen.       |
| 22 nov.     | 88-51       | ZVVZ USK Praha-ESBVA LM      | 72-59         | 17 gen.       |
| 22 nov.     | 67-72       | Galatasaray-CCC Polkowice    | 86-77         | 17 gen.       |
| 22 nov.     | 65-76       | Bourges Basket-Dynamo Kursk  | 63-94         | 17 gen.       |

| Andata (6ª) | Andata (6ª) | Sesta giornata               | Ritorno (13ª) | Ritorno (13ª) |
|             |             |                              |               |               |
| 29 nov.     | 71-79       | Sopron Basket-ZVVZ USK Praha | 77-61         | 24 gen.       |
| 29 nov.     | 102-45      | Dynamo Kursk-Galatasaray     | 92-67         | 24 gen.       |
| 29 nov.     | 64-55       | ESBVA LM-Bourges Basket      | 60-64         | 24 gen.       |
| 29 nov.     | 83-76       | Castors Braine-CCC Polkowice | 66-80         | 24 gen.       |

| \| Andata (7ª) \| Andata (7ª) \| Settima giornata \| Ritorno (14ª) \| Ritorno (14ª) \| \| \| \| \| \| \| \| 6 dic. \| 70-98 \| CCC Polkowice-Dynamo Kursk \| 73-83 \| 31 gen. \| \| 6 dic. \| 67-68 \| ZVVZ USK Praha-Castors Braine \| 75-71 \| 31 gen. \| \| 6 dic. \| 69-64 \| Galatasaray-ESBVA LM \| 62-76 \| 31 gen. \| \| 6 dic. \| 76-65 \| Bourges Basket-Sopron Basket \| 50-57 \| 31 gen. \| |             |                               |               |               |
| Andata (7ª) | Andata (7ª) | Settima giornata              | Ritorno (14ª) | Ritorno (14ª) |
| |             |                               |               |               |
| 6 dic. | 70-98       | CCC Polkowice-Dynamo Kursk    | 73-83         | 31 gen.       |
| 6 dic. | 67-68       | ZVVZ USK Praha-Castors Braine | 75-71         | 31 gen.       |
| 6 dic. | 69-64       | Galatasaray-ESBVA LM          | 62-76         | 31 gen.       |
| 6 dic. | 76-65       | Bourges Basket-Sopron Basket  | 50-57         | 31 gen.       |

### Gruppo B
Classifica
|    | Squadra                 | P.ti | G  | V  | P  | PF   | PS   | DP   |
| -- | ----------------------- | ---- | -- | -- | -- | ---- | ---- | ---- |
| 1. | Yakın Doğu Üniversitesi | 26   | 14 | 12 | 2  | 1085 | 931  | +154 |
| 2. | UMMC Ekaterinburg       | 25   | 14 | 11 | 3  | 1057 | 842  | +215 |
| 3. | Fenerbahçe              | 24   | 14 | 10 | 4  | 986  | 959  | +27  |
| 4. | Beretta Famila Schio    | 21   | 14 | 7  | 7  | 914  | 879  | +35  |
| 5. | Perfumerias Avenida     | 21   | 14 | 7  | 7  | 846  | 834  | +12  |
| 6. | Nadezhda Orenburg       | 18   | 14 | 4  | 10 | 935  | 1017 | -82  |
| 7. | Wisła Cracovia          | 18   | 14 | 4  | 10 | 928  | 974  | -46  |
| 8. | Lattes-Montpellier      | 15   | 14 | 1  | 13 | 807  | 1122 | -315 |

Legenda:
      qualificate ai quarti di finale;       ammesse ai quarti di EuroCup Women.

1. ↑  Si qualifica per la differenza canestri di +3 nei confronti di Perfumerias Avenida
2. ↑  Si qualifica per la differenza canestri di +11 nei confronti di Wisła Cracovia

Risultati
| YDO   | EKA    | FEN   | SCH   | AVE   | NOR   | WCR   | LMO    |
| ----- | ------ | ----- | ----- | ----- | ----- | ----- | ------ |
|       | 70-79  | 72-61 | 67-64 | 80-56 | 93-71 | 87-59 | 81-61  |
| 82-77 |        | 71-73 | 64-50 | 60-50 | 96-53 | 79-68 | 100-46 |
| 65-76 | 80-77  |       | 83-77 | 68-56 | 67-61 | 87-78 | 79-63  |
| 65-72 | 55-68  | 62-49 |       | 60-50 | 78-64 | 59-68 | 61-55  |
| 62-67 | 56-43  | 65-64 | 65-58 |       | 67-58 | 62-57 | 64-34  |
| 76-81 | 54-64  | 64-66 | 46-76 | 89-78 |       | 67-61 | 100-56 |
| 74-82 | 49-74  | 62-68 | 72-74 | 52-48 | 58-63 |       | 85-67  |
| 56-80 | 61-100 | 75-76 | 56-75 | 44-67 | 76-69 | 57-85 |        |

#### Calendario
| Andata (1ª) | Andata (1ª) | Prima giornata                       | Ritorno (8ª) | Ritorno (8ª) |
|             |             |                                      |              |              |
| 11 ott.     | 79-68       | UMMC Ekaterinburg-Wisla CANPACK      | 74-49        | 13 dic.      |
| 11 ott.     | 67-64       | Yakin Dogu Universitesi-Famila Schio | 72-65        | 14 dic.      |
| 11 ott.     | 67-61       | Fenerbahce-Nadezhda                  | 66-64        | 13 dic.      |
| 11 ott.     | 64-34       | Perfumerias Avenida-BLMA             | 67-44        | 13 dic.      |

| Andata (2ª) | Andata (2ª) | Seconda giornata                      | Ritorno (9ª) | Ritorno (9ª) |
|             |             |                                       |              |              |
| 18 ott.     | 58-63       | Wisla CANPACK-Nadezhda                | 61-67        | 20 dic.      |
| 18 ott.     | 56-80       | BLMA-Yakin Dogu Universitesi          | 61-81        | 20 dic.      |
| 18 ott.     | 56-43       | Perfumerias Avenida-UMMC Ekaterinburg | 50-60        | 20 dic.      |
| 19 ott.     | 62-49       | Famila Schio-Fenerbahce               | 77-83        | 20 dic.      |

| Andata (3ª) | Andata (3ª) | Terza giornata                            | Ritorno (10ª) | Ritorno (10ª) |
|             |             |                                           |               |               |
| 25 ott.     | 79-63       | Fenerbahce-BLMA                           | 76-75         | 3 gen.        |
| 25 ott.     | 46-76       | Nadezhda-Famila Schio                     | 64-78         | 4 gen.        |
| 25 ott.     | 70-79       | Yakin Dogu Universitesi-UMMC Ekaterinburg | 77-82         | 3 gen.        |
| 25 ott.     | 62-57       | Perfumerias Avenida-Wisla CANPACK         | 48-52         | 3 gen.        |

| Andata (4ª) | Andata (4ª) | Quarta giornata                             | Ritorno (11ª) | Ritorno (11ª) |
|             |             |                                             |               |               |
| 1º nov.     | 62-67       | Perfumerias Avenida-Yakin Dogu Universitesi | 56-80         | 10 gen.       |
| 1º nov.     | 71-73       | UMMC Ekaterinburg-Fenerbahce                | 77-80         | 10 gen.       |
| 1º nov.     | 72-74       | Wisla CANPACK-Famila Schio                  | 68-59         | 11 gen.       |
| 1º nov.     | 76-69       | BLMA-Nadezhda                               | 56-100        | 11 gen.       |

| Andata (5ª) | Andata (5ª) | Quinta giornata                       | Ritorno (12ª) | Ritorno (12ª) |
|             |             |                                       |               |               |
| 22 nov.     | 54-64       | Nadezhda-UMMC Ekaterinburg            | 53-96         | 17 gen.       |
| 22 nov.     | 87-59       | Yakin Dogu Universitesi-Wisla CANPACK | 82-74         | 17 gen.       |
| 22 nov.     | 68-56       | Fenerbahce-Perfumerias Avenida        | 64-65         | 17 gen.       |
| 23 nov.     | 61-55       | Famila Schio-BLMA                     | 75-56         | 17 gen.       |

| Andata (6ª) | Andata (6ª) | Sesta giornata                     | Ritorno (13ª) | Ritorno (13ª) |
|             |             |                                    |               |               |
| 29 nov.     | 64-50       | UMMC Ekaterinburg-Famila Schio     | 68-55         | 25 gen.       |
| 29 nov.     | 85-67       | Wisla CANPACK-BLMA                 | 85-57         | 24 gen.       |
| 29 nov.     | 72-61       | Yakin Dogu Universitesi-Fenerbahce | 76-65         | 24 gen.       |
| 29 nov.     | 67-58       | Perfumerias Avenida-Nadezhda       | 78-89         | 24 gen.       |

| \| Andata (7ª) \| Andata (7ª) \| Settima giornata \| Ritorno (14ª) \| Ritorno (14ª) \| \| \| \| \| \| \| \| 6 dic. \| 100-46 \| UMMC Ekaterinburg-BLMA \| 100-61 \| 31 gen. \| \| 6 dic. \| 76-81 \| Nadezhda-Yakin Dogu Universitesi \| 71-93 \| 31 gen. \| \| 6 dic. \| 87-78 \| Fenerbahce-Wisla CANPACK \| 68-62 \| 31 gen. \| \| 7 dic. \| 60-50 \| Famila Schio-Perfumerias Avenida \| 58-65 \| 31 gen. \| |             |                                  |               |               |
| Andata (7ª) | Andata (7ª) | Settima giornata                 | Ritorno (14ª) | Ritorno (14ª) |
| |             |                                  |               |               |
| 6 dic. | 100-46      | UMMC Ekaterinburg-BLMA           | 100-61        | 31 gen.       |
| 6 dic. | 76-81       | Nadezhda-Yakin Dogu Universitesi | 71-93         | 31 gen.       |
| 6 dic. | 87-78       | Fenerbahce-Wisla CANPACK         | 68-62         | 31 gen.       |
| 7 dic. | 60-50       | Famila Schio-Perfumerias Avenida | 58-65         | 31 gen.       |

## Fase a eliminazione diretta

### Quarti di finale
Le partite si sono disputate il 28 febbraio, il 7 ed eventualmente il 14 marzo 2018.
| Squadra 1               | Totale | Squadra 2            | Gara 1 | Gara 2 | Gara 3 |
| ----------------------- | ------ | -------------------- | ------ | ------ | ------ |
| Dinamo Kursk            | 2 - 0  | Beretta Famila Schio | 73-61  | 73-60  | -      |
| UMMC Ekaterinburg       | 2 - 0  | USK Praga            | 97-70  | 73-54  | -      |
| Sopron Basket           | 2 - 1  | Fenerbahçe           | 55-60  | 78-72  | 67-46  |
| Yakın Doğu Üniversitesi | 2 - 0  | Bourges Basket       | 83-67  | 85-66  | -      |

### Final Four
Le gare si sono disputate il 20 e il 22 aprile.
|  | Semifinali              | Semifinali              | Semifinali    |               |                   | Finale                  | Finale                  | Finale          |  |
|  |                         |                         |               |               |                   |                         |                         |                 |  |
|  | Dinamo Kursk            | Dinamo Kursk            | 77            |               |                   |                         |                         |                 |  |
|  | Dinamo Kursk            | Dinamo Kursk            | 77            |               |                   |                         |                         |                 |  |
|  | UMMC Ekaterinburg       | UMMC Ekaterinburg       | 84            |               |                   |                         |                         |                 |  |
|  | UMMC Ekaterinburg       | UMMC Ekaterinburg       | 84            |               | UMMC Ekaterinburg | UMMC Ekaterinburg       | 72                      |                 |  |
|  |                         |                         |               |               | UMMC Ekaterinburg | UMMC Ekaterinburg       | 72                      |                 |  |
|  |                         |                         | Sopron Basket | Sopron Basket | 53                |                         |                         |                 |  |
|  | Sopron Basket           | Sopron Basket           | Sopron Basket | Sopron Basket | 53                | 68                      |                         |                 |  |
|  | Sopron Basket           | Sopron Basket           |               |               |                   | 68                      |                         |                 |  |
|  | Yakın Doğu Üniversitesi | Yakın Doğu Üniversitesi | 65            |               |                   | Finale 3º posto         | Finale 3º posto         | Finale 3º posto |  |
|  | Yakın Doğu Üniversitesi | Yakın Doğu Üniversitesi | 65            |               |                   |                         |                         |                 |  |
|  |                         |                         |               |               |                   |                         |                         |                 |  |
|  |                         |                         |               |               |                   | Dinamo Kursk            | Dinamo Kursk            | 87              |  |
|  |                         |                         |               |               |                   | Dinamo Kursk            | Dinamo Kursk            | 87              |  |
|  |                         |                         |               |               |                   | Yakın Doğu Üniversitesi | Yakın Doğu Üniversitesi | 82              |  |

#### Semifinali
| Arbitri: | Vasiliki Tsaroucha Martin Horozov Mārtiņš Kozlovskis |

|               |       |          |
| McCoughtry 26 | Punti | 28 Moore |

| Arbitri: | Jasmina Juras Fernando Calatrava Yohan Rosso |

|           |       |                |
| Turner 19 | Punti | 15 Vandersloot |

#### Finale 3º/4º posto
| Arbitri: | Yohan Rosso Andrada Csender Martin Horozov |

|             |       |              |
| Petrović 24 | Punti | 21 Eldebrink |

### Finale
| Arbitri: | Jasmina Juras Vasiliki Tsaroucha Mārtiņš Kozlovskis |

|                     |          |                   |
| Meesseman 19        | Punti    | 21 Turner         |
| Moore, Toliver 7    | Assist   | 4 Salvadores      |
| Griner, Meesseman 9 | Rimbalzi | 7 Jovanović, Page |

## Verdetti
- Vincitrice:  UMMC Ekaterinburg (4º titolo)
Formazione:[7][8] Ol'ga Artešina, Evgenija Beljakova, Alba Torrens, Nika Barič, Elena Beglova, Natal'ja Vieru, Kristi Toliver, Maya Moore, Lara Sanders, Emma Meesseman, Brittney Griner, Raisa Musina, Deanna Nolan, Tatiana Petrushina, Viktoriia Zavialova, Diana Taurasi. Allenatore: Miguel Méndez.

## Statistiche individuali
| Pos. | Nome (squadra)                    | Pres. | Num. | Media |
| ---- | --------------------------------- | ----- | ---- | ----- |
| 1.   | Kayla McBride (Yakın Doğu)        | 18    | 336  | 18,7  |
| 2.   | Brittney Griner (Ekaterinburg)    | 18    | 305  | 16,9  |
| 3.   | Amanda Zahui (ZVVK Praga)         | 16    | 268  | 16,8  |
| 4.   | Anete Šteinberga (Castors Braine) | 14    | 217  | 15,5  |
| 5.   | Sonja Petrović (Dinamo Kursk)     | 17    | 262  | 15,4  |

| Pos. | Nome (squadra)                 | Pres. | Num. | Media |
| ---- | ------------------------------ | ----- | ---- | ----- |
| 1.   | Kayla McBride (Yakın Doğu)     | 18    | 336  | 18,7  |
| 2.   | Brittney Griner (Ekaterinburg) | 18    | 305  | 16,9  |
| 3.   | Yvonne Turner (Sopron)         | 19    | 282  | 14,8  |
| 4.   | Amanda Zahui (ZVVK Praga)      | 16    | 268  | 16,8  |
| 5.   | Sonja Petrović (Dinamo Kursk)  | 17    | 262  | 15,4  |

| Pos. | Nome (squadra)                        | Pres. | Num. | Media |
| ---- | ------------------------------------- | ----- | ---- | ----- |
| 1.   | Jantel Lavender (Yakın Doğu)          | 17    | 147  | 8,6   |
| 2.   | DeWanna Bonner (ZVVK Praga)           | 13    | 112  | 8,6   |
| 3.   | Sandrine Gruda (Yakın Doğu)           | 11    | 92   | 8,4   |
| 4.   | Celeste Trahan-Davis (Castors Braine) | 14    | 117  | 8,4   |
| 5.   | Amanda Zahui (ZVVK Praga)             | 16    | 130  | 8,1   |

| Pos. | Nome (squadra)                    | Pres. | Num. | Media |
| ---- | --------------------------------- | ----- | ---- | ----- |
| 1.   | Courtney Vandersloot (Yakın Doğu) | 17    | 153  | 9,0   |
| 2.   | Marta Xargay (ZVVK Praga)         | 15    | 99   | 6,6   |
| 3.   | Francesca Dotto (Schio)           | 16    | 84   | 5,3   |
| 4.   | Elīna Babkina ( CCC Polkowice)    | 14    | 70   | 5,0   |
| 4.   | Anna Cruz (Dinamo Kursk)          | 10    | 50   | 5,0   |

Fonte: (EN) PLAYERS STATISTICS, su fiba.com. URL consultato l'11 maggio 2018.